# Lineodes tridentalis
Lineodes tridentalis là một loài bướm đêm trong họ Crambidae.